# Kylie On the Go - Live in Japan
Kylie On the Go - Live in Japan es un DVD de la gira Disco in Dreams Tour/The Hitman Roadshow. Fue lanzado por PWL como video casero con mezlas de todos los conciertos,además de un documental entre las canciones. El video también fue lanzado en Japón en laserdisc. En 2003,tras los sucesos de su octavo álbum de estudio, Fever,un DVD brasilero de edición Bootleg en sistema NTSC fue lanzado.

## Lista de canciones
- I Should Be So Lucky
- Hand On Your Heart
- Tears On My Pillow
- Je Ne Sais Pas Pourquoi
- Made In Heaven
- The Locomotion
- Got To Be Certain
- Wouldn't Change A Thing